# Zeche Heinrichsfeld
Die Zeche Heinrichsfeld in Löttringhausen ist eine ehemalige Stollenzeche. Das Bergwerk war nach der Verleihung des Erbstollenrechts auch als Heinrichs Erbstolln oder auch als Henrichs Erbstolln bekannt. Das Ansatzpunkt für den Stollen befand sich am Kirchhörderbach.

## Bergwerksgeschichte
Im Jahr 1784 betrug die Länge des Stollens 73 Lachter. In den Jahren 1788 bis 1791 wurde der Stollen weiter vorgetrieben, auch nach dem Jahr 1791 fand weiter Stollenbau statt. In dem Zeitraum vom 30. Juli bis zum 13. August des Jahres 1834 wurde dem Heinrichs Stollen das Erbstollenrecht verliehen. Nach der Verleihung wurde der Stollen nicht weiter vorgetrieben, sodass er später wieder ins Bergfreie fiel. Am 1. November des Jahres 1848 wurde das Längenfeld Heinrichsfeld verliehen. Am 24. Februar des Jahres 1860 wurde das Geviertfeld Heinrichsbank (Henrichsbank) verliehen. Am 16. Oktober wurde die Zeche Heinrichsfeld durch die Zeche Gottessegen erworben.